# Barrenstütz

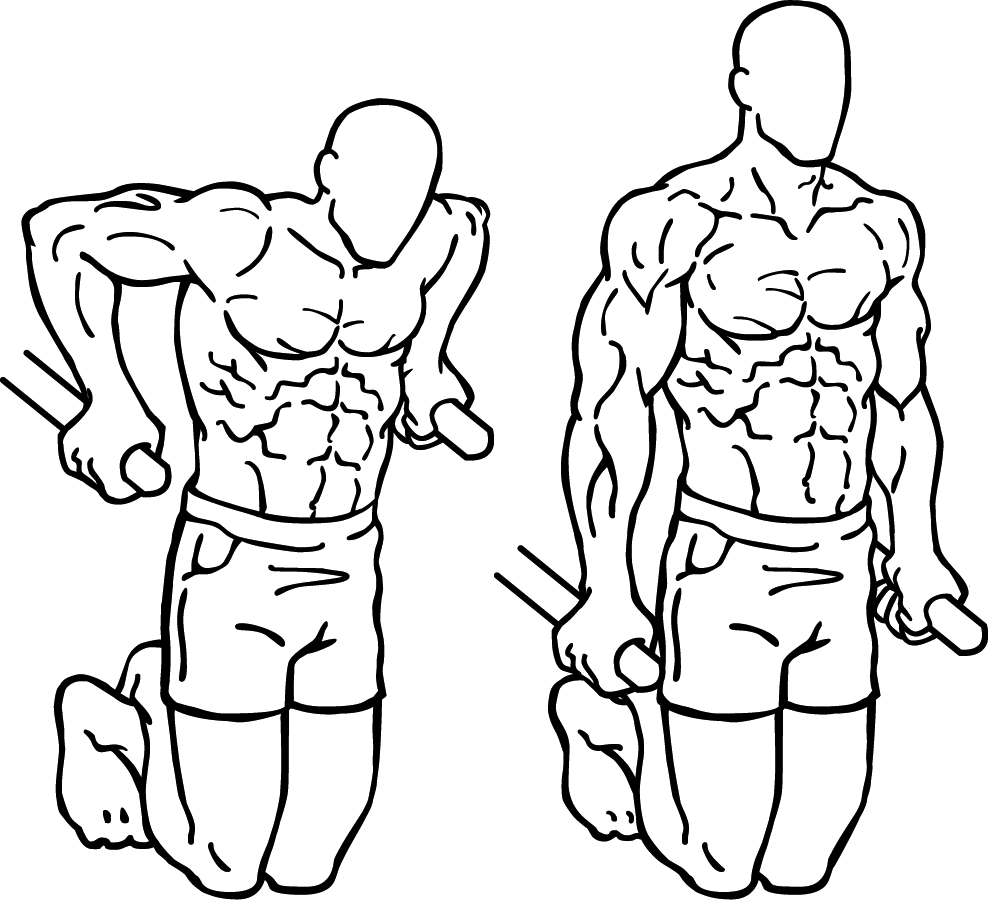
Durchführung von Dips

Der Barrenstütz (auch Beugestütz) ist eine Eigengewichtübung, bei welcher der Körper z. B. zwischen zwei Balken hochgestemmt und wieder herabgelassen wird, und die im Bereich des sportlichen Trainings, insbesondere beim Krafttraining, Verwendung findet. Verbreitet ist auch die englische Bezeichnung Dips (herabsenken, neigen, eintauchen oder abwärtsbewegen) für die Übung.
Beteiligte Muskeln sind hauptsächlich der Musculus triceps brachii mit dem Musculus deltoideus als Antagonisten, sowie Musculus anconeus, Musculus pectoralis major, Musculus pectoralis minor und dem Musculus serratus anterior als Synergisten.

## Ausführung
Dips können sowohl an einem Barren, an Holmen als auch an Ringen ausgeführt werden.

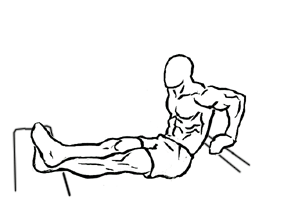
Bankdips

Eine abgewandelte, leichtere Form der Dips sind Bankdips, auch bekannt als Benchdips. Dabei legt der Sportler seine Beine und Hände jeweils auf eine Bank und bewegt seinen Körper durch Armbeugung auf und ab. Dies lässt sich auch an verschiedenen anderen Gegenständen, wie z. B. Sofa, Wohnzimmertisch, Stühle etc. durchführen. Durch die leicht abgewandelte Form werden nicht exakt die gleichen Muskeln angesprochen wie beim normalen Dip. Insbesondere wenn die Hände nah am Körper anliegen und die Armbewegung eher hinter dem Rücken als seitlich neben dem Körper geschieht, wird weniger der Brustmuskel als vielmehr der mittlere und untere Teil des Musculus trapezius gefordert.
Auch am Reck lässt sich der Beugestütz ausführen (straight bar dip) und ist dort ein Teil des Muscle-ups.